# Horrenbach (Jagst)
Der Horrenbach ist ein über 4 km langer Bach im nördlichen Baden-Württemberg, der nach insgesamt etwa südwestlichem Lauf zwischen deren Dorf Klepsau und der Stadt Krautheim von rechts in die Jagst einmündet, die dort ihren nördlichsten Punkt erreicht.

## Geographie

### Verlauf
Der Horrenbach entsteht auf etwa 360 m ü. NHN ungefähr einen halben Kilometer südsüdöstlich der Assamstadter Waldsportplätze an einer Wirtschaftswegkreuzung am Hühnerberg. Der Bach fließt auf der ersten Hälfte seines Weges etwa westsüdwestlich, zunächst die ersten gut 150 Meter durch den Wald, dann in der Talmulde  Hollergraben etwa 200 Meter am Waldrand entlang, dann bis etwa einen halben Kilometer unterhalb des Ursprungs teils in Hecken in der offenen Flur. Danach setzt der offene Lauf auf etwa 400 Metern ganz aus, das Tal heißt etwa ab dort zunächst Dachttal. Noch einen halben Kilometer weiter wechselt der Bach aus dem Assamstadter Gemeindegebiet über ins Stadtgebiet von Krautheim.
Weniger als einen Kilometer weiter durchzieht der Bach das kleine Krautheimer Dorf Horrenbach, das größtenteils rechts am Ufer und in einer kleinen Seitentalbucht auf dieser Seite liegt. Dort knickt der Lauf auf südsüdwestlichen bis südlichen Lauf ab. Das Tal ist nun stärker eingetieft und seine Hänge sind größtenteils bewaldet. Nach dem Zulauf der kleinen Trockentäler Leusersgrund von links und Laisengründle von rechts passiert der Bach die Schneidmühle. Unterhalb dieser läuft der bisher seit der bettlosen Strecke nur sporadisch von Gehölz begleitete Bach in einem mehr oder weniger breiten Auwaldstreifen meist aus Schwarzerlen, Eschen und Weiden in der Mitte einer bis nahezu 150 Meter breiten Talaue.
Etwa 300 Meter vor der Mündung läuft aus dem Nordosten ein knapp einen halbkilometerlanger Graben aus dem kurzen Beckental zu. Wenig danach kreuzt der Bach die Trasse der Jagsttalbahn und unterquert danach im Bereich dreier zum noch weit entfernten Krautheim gehörender Häuser die im Flusstal laufende L 1050. Gleich danach mündet der Horrenbach wenig unter 230 m ü. NHN abwärts von Klepsau und beim Haus Klepsauer Straße Nr. 28 von rechts in die Jagst, die dort ihren nördlichsten Punkt hat.
Der Horrenbach ist einschließlich des bettlosen Abschnitts etwa 4,3 km lang, hat ein mittleres Sohlgefälle von etwa 30 ‰ und der Einfluss in die Jagst liegt etwa 130 Höhenmeter unterhalb des Ursprungs.
Das obere Horrenbachtal ist frei von öffentlichen Straßen. Ab dem Dorf Horrenbach steigt die L 513 den rechten Talhang herab, die etwa ab der Schneidmühle am rechten Hangfuß verläuft.

### Einzugsgebiet
Das Einzugsgebiet des Horrenbachs ist 5,5 km² groß. Es gehört naturräumlich gesehen den Kocher-Jagst-Ebenen an, größtenteils und fast bis hinab zum unteren Talende liegt es im Krautheimer Jagstriedel des Unterraums Mittlere Kocher-Jagst-Ebenen, der letzte mündungsnahe Teil dann im Unteren Jagsttal des Unterraums Jagsttal. Seine größte Höhe erreicht es im Nordosten auf einem 401,9 m ü. NHN erreichenden Hügel im Waldgewann Kuhweide.
Reihum grenzen die Einzugsgebiete der folgenden Nachbargewässer an:
- Im Süden liegt rechts neben der sich nach der Mündung wieder abwendenden Jagst die kurze Seitentalmulde Imbach, in der heute eine Wasserversorgungeinrichtung steht; ein dauernder offener Abfluss zum Fluss scheint dort nicht zu bestehen;
- im Südwesten grenzt das Einzugsgebiet Klingenbachs an, der noch weiter abwärts in Krautheim in die Jagst mündet;
- längs der gesamten langen nordwestlichen und nördlichen Wasserscheide fließt wenig jenseits der bedeutendere Erlenbach ebenfalls zur unteren Jagst, die er erst viel weiter abwärts im Schöntaler Dorf Bieringen erreicht;
- der Abfluss im Südosten erreicht die Jagst wenig oberhalb über den etwa parallel zum Horrenbach laufenden Laibach, der in die Jagst etwas oberhalb in Klepsau einmündet.

Das Einzugsgebiet hat einen recht großen Anteil an Wald, der im Nordosten um dessen oberen Teil etwa in der Kuhweide steht sowie an den Taleinhängen bis hinab zum Talende, zuweilen unterbrochen von Obstwiesen und Mähwiesen, welche letztere auch überwiegend den Talgrund einnehmen. Die flacheren Anteile der Randhöhen des Tales werden allermeist beackert.
Der obere, nordöstliche Anteil des Einzugsgebietes gehört weit überwiegend zur Gemeinde Assamstadt des Main-Tauber-Kreises, ausgenommen nur südliche Randbereiche dort, die auf dem Gemeindegebiet von Dörzbach im Hohenlohekreis liegen. Das untere Einzugsgebiet gehört schon vor Horrenbach ganz zur Kleinstadt Krautheim des letzten Kreises. Nur ein Einzelanwesen steht rechts am Hang im Assamstadter Gebietsanteil und der Dörzbacher ist sogar völlig siedlungsfrei. Zu Krautheim gehören das kleine Dorf Horrenbach am Mittellaufknick, die ehemalige Schneidmühle auf halbem Wege von dort zur Mündung, ein Anwesen auf dem unteren linken Talsporn und drei Häuser neben der Klepsauer Straße dicht an der Mündung.

### Zuflüsse
- (Graben aus dem Beckental), von rechts und Nordwesten auf etwa 238 m ü. NHN[LUBW 4] in einem Feuchtgebiet neben der L 513 wenig nördlich von deren Einmündung in die L 1025, 0,4 km[LUBW 2] und ca. 0,6 km².[LUBW 5] Entsteht auf etwa 265 m ü. NHN[LUBW 1] in einem Kleingehölz im Beckental am Beginn eines kleinen Sumpfes.

## Geologie
Der Horrenbach ist ein Gewässer des Muschelkalks. Die höchste mesozoische Schicht ist der Obere Muschelkalk, der am nordöstlichen Rand des Einzugsgebietes liegt und sich, teils mit Unterbrechung und also inselhaft, teils recht breit auf den Wasserscheiden rechts und links bis nahe zum beginnenden Abfall ins Jagsttal hinabzieht. Der oberste Ursprung des Baches selbst liegt dann gerade eben schon im darunterliegenden Mittleren Muschelkalk. Etwa einen Kilometer vor Horrenbach beginnt an den unteren Talflanken der Untere Muschelkalk auszustreichen, der talabwärts an den Hängen immer höher über den Talgrund reicht und in dessen Schichthöhe der Bach auch mündet.
Außer diesen älteren Schichten gibt es auch viel jüngere quartäre. So ist der Obere Muschelkalk im Nahbereich der Wasserscheiden teilweise von Lösssediment überlagert und auf dem Talgrund liegt schon nach weniger als einem halben Kilometer unterhalb des Ursprungs ein Schwemmlandband um den Lauf; bei Horrenbach geht es in feine Auenlehme über, die den Bach bis zur Mündung begleiten. Auch in einigen kurzen zulaufenden Trockentälern liegt Schwemmland.
Die Talböschungen im Mittleren Muschelkalk sind teilweise, die im Unteren fast völlig mit Hangschutt überdeckt.
Der Muschelkalk ist verkarstet. Bei einem Anfang der 1980er Jahre durchgeführten Markierungsversuch an einer Doline, die gut 3 Kilometer weiter nördlich im oberirdischen Einzugsgebiet des Stöckiggrabens liegt, kam es zu Nebenaustritten an zwei Quellen im oberen Horrenbachtal.

## Natur und Schutzgebiete
Die südexponierten trockenen rechten Talhänge im Dachttal und bis Horrenberg wurden früher weinbaulich genutzt, was etwa die Gewannnamen Pfaffenweinberg und Steigenweinberg bezeugen. Heute breiten sich dort kleinflächige Obstwiesen aus, teilweise ist das Gebiet verbuscht. Es stehen dort Hecken mit eingewachsenen verwilderten Weinreben und kleine Waldstücke.
Am Unterlauf hat sich der Horrenbach bis zu sechs Meter in die umliegende Aue eingegraben. Sein Bett ist um fünf Meter breit, darin liegt steiniges bis kiesiges Sedimente sowie Sinterkalk, der an manchen Stellen zu Polstern aufgewachsen ist, über welche der Bach in kleinen Schnellen und Fällen fließt. Seine Sohle schwankt zwischen einem halben Meter und zwei Metern Breite. Der Bach läuft dort teils in leichten Krümmungen oder in Schlangenlinien. 
Im Hollergraben und im Dachttal ist das Landschaftsschutzgebiet Assamstadt eingerichtet. Talabwärts schließt sich daran auf Krautheimer Grund das Landschaftsschutzgebiet Jagsttal mit Nebentälern und angrenzenden Gebieten zwischen Kreisgrenze Schwäbisch Hall und Gemeindegrenze Krautheim/Schöntal an, das den Großteil des Krautheimer Einzugsgebietanteils einnimmt.
Für die Quelle im Beckental ist ein Wasserschutzgebiet eingerichtet, das sich von etwas abwärts von ihr bis über die nordwestliche Wasserscheide hinweg erstreckt. Die Mündung des Horrenbachs liegt in einem Zwickel eines weiteren, das die Jagstaue zur Trinkwassergewinnung schützt.

## Geschichte
Der am Oberlauf mehrfach auftretende Flurnamensbestandteil Dacht verweist auf einen wohl im 17. Jahrhundert wüst gefallenen Weiler. Offenbar wurde die Dachter Feldmarkung auf die benachbarten Gemarkungen aufgeteilt.
Die Dorfmühle in Horrenbach, auch Obere Mühle genannt, lag abseits des Horrenbachs am Nordrand des Ortes. Die 1257 erstmals erwähnte Mühle arbeitete auch für Assamstadt und Krautheim. Das heutige Gebäude stammt der Inschrift auf dem Rundbogenportal zufolge aus dem Jahr 1598. Die 1964 stillgelegte Mühle bezog ihr Wasser teils von einem Graben aus dem oberen Horrenbachtal, teils von einer Karstquelle, die im Nordwesten der Ortschaft im Gewann Teich lag. Die Quelle wurde von einer Versinkung im Talgrund des Erlenbachs, knapp einen Kilometer weiter nördlich ungefähr bei der Mündung des Klingenbächles, gespeist. Die auf der Assamstädter Gemarkung liegende Versinkungsstelle wurde in der zweiten Hälfte des 20. Jahrhunderts im Zuge der Flurbereinigung beseitigt.
Eine zweite Mühle, die Schneidmühle oder Untere Mühle, liegt rund 700 Meter talwärts des Ortes am Horrenbach. Sie wurde 1801 zur Mahlmühle umgebaut, zuvor war sie eine Schneid- und Ölmühle. 1949 wurde sie zu einer Kunden- und Handelsmühle erweitert.

### LUBW
Amtliche Online-Gewässerkarte mit passendem Ausschnitt und den hier benutzten Layern: Lauf und Einzugsgebiet des Horrenbachs

Allgemeiner Einstieg ohne Voreinstellungen und Layer: Daten- und Kartendienst der Landesanstalt für Umwelt Baden-Württemberg (LUBW) (Hinweise)
1. 1 2 3  Höhe nach dem Höhenlinienbild auf dem Hintergrundlayer Topographische Karte.
2. 1 2  Länge nach dem Layer Gewässernetz (AWGN).
3. ↑  Einzugsgebiet nach dem Layer Basiseinzugsgebiet (AWGN).
4. 1 2  Höhe nach grauer Beschriftung auf dem Hintergrundlayer Topographische Karte.
5. ↑  Einzugsgebiet abgemessen auf dem Hintergrundlayer Topographische Karte.
6. ↑  Schutzgebiete nach den einschlägigen Layern, Natur teilweise nach dem Layer Geschützte Biotope.

### Andere Belege
1. ↑  Wolf-Dieter Sick: Geographische Landesaufnahme: Die naturräumlichen Einheiten auf Blatt 162 Rothenburg o. d. Tauber. Bundesanstalt für Landeskunde, Bad Godesberg 1962. → Online-Karte (PDF; 4,7 MB)
2. ↑  Geologie nach den Layern zu Geologische Karte 1:50.000 auf: Mapserver des Landesamtes für Geologie, Rohstoffe und Bergbau (LGRB) (Hinweise)
3. ↑  Horst Jungbauer: Karsthydrogeologische Untersuchungen im Muschelkalk zwischen der Hohenloher Ebene und dem Taubergrund südlich von Bad Mergentheim, Nordwürttemberg. Hochschulschrift, Universität Stuttgart 1983. Zitiert nach: Thomas Schöber, Theo Simon: Hydrogeologie und Verkarstung im Taubergrund und in Osthohenlohe. Exkursion L am 2. April 2005. In: Jahresberichte und Mitteilungen des Oberrheinischen geologischen Vereins. N.F. 87(2005), S. 303–317, hier S. 308.
4. 1 2   Horrenbach auf der landesgeschichtlichen Website LEO-BW.
5. ↑  Harald Drös: DI 73, Hohenlohekreis, Nr. 512 im Portal Die Deutschen Inschriften.
6. ↑  Jürgen Hermann Rauser: Krautheimer Heimatbuch. Aus der Ortsgeschichte von Krautheim, Altkrautheim, Gommersdorf, Horrenbach, Klepsau, Neunstetten, Oberginsbach, Oberndorf, Unterginsbach. (=Heimatbücherei Hohenlohekreis, 16) Stadtverwaltung Krautheim, Krautheim 1984, S. 210.
7. ↑  Gemarkungskarte Horrenbach, Stand 1894  beim Landesarchiv Baden-Württemberg.
8. ↑  Christian Friedrich Bauer: Mergentheim und seine Umgebung in topographischer und geognostischer Hinsicht. In: Württembergische Jahrbücher für vaterländische Geschichte, Geographie, Statistik und Topographie. 1836, Heft 2, S. 116–154, hier S. 137–139 (Digitalisat).
9. ↑  Hermann Hügel: Chronik der Gemeinde Assamstadt. Gemeindeverwaltung Assamstadt (Hrsg.), Assamstadt 1992. S. 39.
10. ↑  Rauser: Krautheimer Heimatbuch, S. 210, 216.